# پریئگو د کوردوبا
پریئگو د کوردوبا (به اسپانیایی: Priego de Córdoba) یک دهستان در اسپانیا است که در استان کوردوبا (اسپانیا) واقع شده‌است. پریئگو د کوردوبا ۲۸۸٫۲۷ کیلومتر مربع مساحت و ۲۲٬۹۳۶ نفر جمعیت دارد و ۶۵۲ متر بالاتر از سطح دریا واقع شده‌است.